# Wirsberg-Gymnasium
Das Wirsberg-Gymnasium, früher auch Altes Gymnasium genannt, ist ein koedukatives, humanistisches, sprachliches und naturwissenschaftlich-technologisches Gymnasium in Würzburg. Bis zur Umsetzung des G8 in Bayern nahm das Gymnasium am Schulversuch Europäisches Gymnasium teil. Im Schuljahr 2023/24 hatte die Schule 635 Schüler und 63 hauptamtliche Lehrer. Sie ist Dienststelle der Ministerialbeauftragten für die Gymnasien in Unterfranken und in ihren Räumlichkeiten befindet sich auch das Praktikumsamt für die Gymnasien in Unterfranken. Das Gymnasium zählt zu den Centers of Excellence für Schulqualität. Die Schule wurde 1561 als Würzburgs erstes Gymnasium von Friedrich von Wirsberg gestiftet und 1957, nachdem das Gebäude beim Bombenangriff auf Würzburg am 16. März 1945 zerstört worden war, in ihrer heutigen Form gebaut.

## Lage
Das Wirsberg-Gymnasium befindet sich am südlichen Rand der Innenstadt am Ufer des Mains ungefähr auf der Höhe der Ludwigsbrücke. Der Hinterhof grenzt an einen Teil der historischen Stadtmauer Würzburgs. In unmittelbarer Nähe liegen das Röntgen-Gymnasium, das Hotel Walfisch und die Fachhochschule Würzburg-Schweinfurt. Die ÖPNV-Anbindung erfolgt über den Bus- und Straßenbahn-Knotenpunkt Sanderring. Mit dem Auto ist es aufgrund der Verkehrsführung nur durch die Straße Am Pleidenturm zu erreichen.

## Geschichte

### 1561 bis 1961
Die Schule wurde am 28. April 1561 eröffnet und der Unterricht in den Räumlichkeiten des leer stehenden Augustinerklosters zwischen Neubaustraße und Domerschulstraße gehalten. 1564 wurde dort das Jesuitenkolleg gebaut, in dem heute das Priesterseminar beheimatet ist. Im Jahr 1567 wurde die Schule Gymnasialkonvikt unter der Leitung von Jesuiten. Auch als 1582 die neu gegründete Universität die Räume benutzte, fand dort weiterhin der Unterricht statt.
Nach 1816/17 hieß die Schule Königlich-Bayerisches Gymnasium und zog 1829 in ein eigenes Gebäude, einen Altbau in der Wirsbergraße, vormals Augustinerkloster. Von da an wurde die Schule Altes Gymnasium oder Altes Pennal genannt. Das Gebäude brannte beim Bombenangriff auf Würzburg am 16. März 1945 aus. Auf dem Gelände des Alten Gymnasiums entstand 1958 der Neubau der (inzwischen erweiterten) Polizeiinspektion. Nach Dezember 1945 wurde der Unterricht an verschiedenen Orten provisorisch weitergeführt. Im Jahr 1957 begann der Bau des heutigen Schulgebäudes am Main, wo früher der nördliche Teil der lang gezogenen Alten Infanteriekaserne stand. Im Schuljahr 1960/61 wurde dort der Unterricht aufgenommen.

### Jüngere Geschichte
Im Jahr 2007 wurde, angeregt durch mehr Nachmittagsunterricht im Rahmen von G8, der Bau einer Mensa im Innenhof des Gebäudes geplant. Der vom Würzburger Architekturbüro Hetterich entworfene Anbau wurde am 24. September 2007 eingeweiht und findet nun auch als Aufenthaltsraum für die Kollegiaten Verwendung.

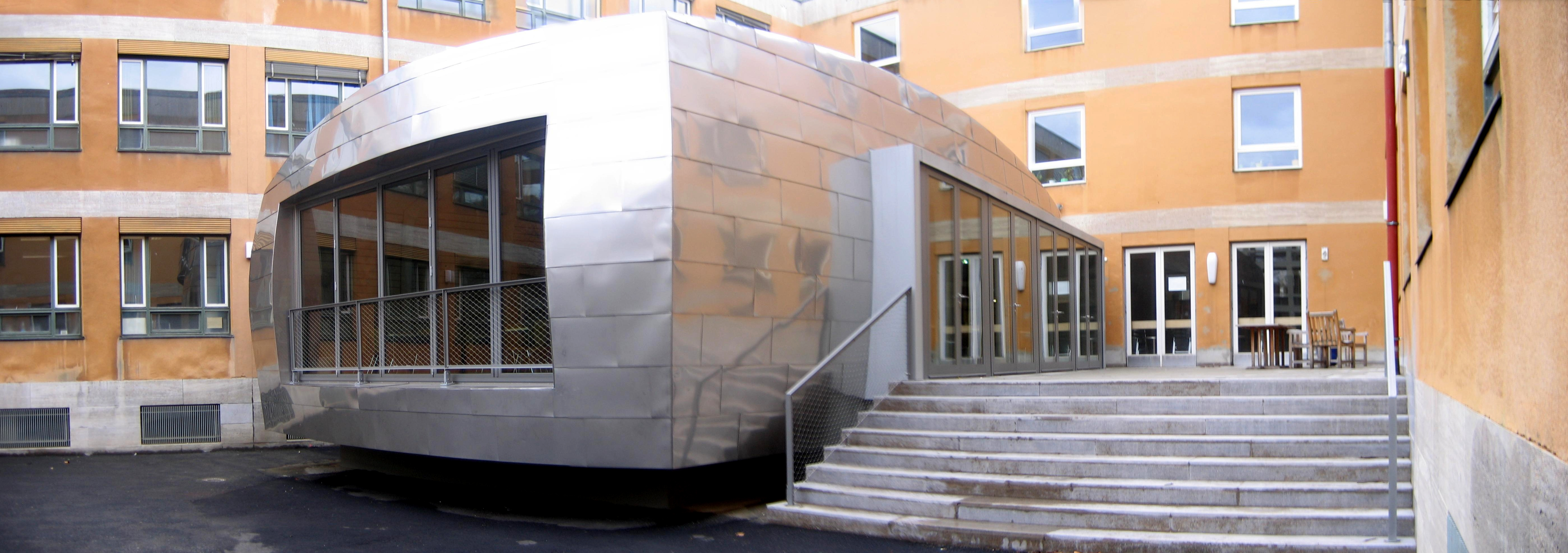
Die 2007 angebaute Mensa im Innenhof

Im Schuljahr 2007/2008 wurde erstmals die naturwissenschaftlich-technologische Ausbildungsrichtung mit vertiefter Behandlung der Fächer Physik, Chemie und Informatik angeboten, was zu einer verstärkten 5. Jahrgangsstufe führte.

## Das Schulgelände
Der U-förmige Haupttrakt der im Stadtteil Sanderau gelegenen Schule im Bauhausstil umschließt die moderne Mensa und ist mit einem Übergang geschlossen. Dieser dient den Lehrern unter anderem als Aufenthaltsraum, darf von Schülern jedoch aufgrund unzureichender Absturzsicherung nicht betreten werden. An der Vorderseite befindet sich neben dem Haupteingang ein Anbau mit Musiksaal und Fahrradkeller. Innen- und Hinterhof sind von der zum großen Teil historischen Stadtmauer umgeben und dienen als Parkplatz und in den Pausen als Aufenthaltsort. Auf der anderen Straßenseite gegenüber dem Hauptgebäude ist das Turnhallengebäude mit zwei Hallen in den Häuserblock eingegliedert. Im Dachgeschoss befinden sich Büros. Bei geeignetem Wetter findet der Sportunterricht auf der knapp 700 Meter entfernten Sportanlage Sanderrasen statt, Schwimmunterricht wird im Gesundheitsbad Sandermare neben dem Sanderrasen durchgeführt.
Den Lehrerparkplatz vor der Schule ziert eine Bronzestatue des Orpheus.

## Besonderheiten

### Stiftung Maximilianeum
Die Schule stellte bislang fünf Stipendiaten der Stiftung Maximilianeum und damit mehr als jede andere Schule in Würzburg:
- 1969: Christian Hock
- 1986: Paul Ziche
- 1995: Wolfgang Behr
- 2004: Philipp Hacker
- 2005: Elisabeth Forster

### Kultur
Das traditionell-humanistische Wertebewusstsein des Wirsberg-Gymnasiums bietet Schülern aller Altersstufen Entfaltungsmöglichkeiten, die über den standardisierten Fächerkanon der Regelgymnasien hinausgehen. Drei Wahlkurse für Theater und dramatisches Gestalten sowie eine lange Tradition im Musiktheaterbereich (Oper, Musical etc.) verschaffen dem Gymnasium einen herausragenden Ruf, indem neusprachlicher, humanistischer und naturwissenschaftlicher Unterricht sowie musische Erziehung und Herzensbildung in Einklang gebracht werden. Das Wirsberg-Gymnasium ist ein gern gesehener Gast in der Musikhochschule, dem Kulturspeicher und im Mainfrankentheater Würzburg. Zahlreiche Schüler des Wirsberg-Gymnasiums sind Jungstudenten der Musikhochschule. Orchester, Big-Band, Theaterorchester, Chor und Vocalensemble runden das Angebot ab. Tanzen, Singen und Musizieren im Musikunterricht werden großgeschrieben.

### E-Learning

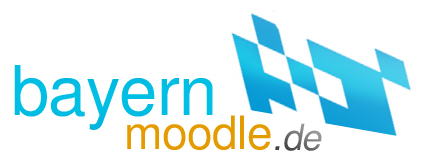
Bayernmoodle-Logo

Da das Wirsberg-Gymnasium als eine von sechs Schulen am Pilotprojekt E-Learning in Unterfranken teilnimmt, wurden im Schuljahr 2007/08 eine Laptopklasse (8. Klasse) und, neben zwei Computerräumen, ein Multimediaklassenzimmer eingerichtet. Auch andere Klassen arbeiten mit multimedialen Inhalten über das Learning Management System BayernMoodle.

### Film
Überregional bekannt ist das Gymnasium für Schülerfilme. Unter der Aufsicht von Frau Blum-Pfingstl sind etliche Jugendfilme im Rahmen des Wahlunterrichts Film, aber auch viele Projekte außerhalb des Unterrichts entstanden. Dazu zählen sowohl Facharbeiten als auch Projekte von jüngeren Schülern. Das Wirsberg-Gymnasium zählt zu den bayerischen Kompetenzzentren Video/Film. Der Wahlunterricht Film erfreut sich großen Interesses und die engagierten Schüler beteiligen sich mit ihren Arbeiten an vielen Wettbewerben. Wahlkursteilnehmer helfen auch bei der Organisation der Langen Nacht der Selbstgedrehten, eines Kinoabends, bei dem im Rahmen des Internationalen Filmwochenendes Schülerfilme gezeigt werden.

### WiHi
„WiHi“ (Wirsberg Hilfe) ist ein Projekt des Schulforums. Dabei werden meist ältere Schüler jüngeren Schülern als Nachhilfelehrer innerhalb der Schule vermittelt.
Hierzu wird am Schuljahresanfang jedem Schüler der höheren Klassen ein Formular ausgehändigt, mit dem er sich als Nachhilfelehrer innerhalb dieses Projektes für ein Fach seiner Wahl anmelden kann. Voraussetzung ist, dass er im Vorjahreszeugnis in diesem Fach mindestens die Note 2 erreicht hat.
Als Nächstes werden alle Interessenten an einer Nachhilfe ermittelt, ebenfalls über verteilte Formulare.
Als Letztes werden Nachhilfelehrer und -schüler zusammengebracht, die eigenständig eine angemessene Vergütung für den „Lehrer“ vereinbaren.

### Mathematik
Durch die intensive Betreuungs- und Förderungbereitschaft der Fachschaft Mathematik sowie durch das Interesse der Schüler haben sich im Laufe der Jahre mathematische Veranstaltungen entwickelt. Dazu zählt ein alljährlicher interner Mathematikwettbewerb, in dem kleine Gruppen interessierter Schüler innerhalb der Jahrgangsstufen gegeneinander antreten und Lösungen von schwierigeren Aufgaben ausarbeiten. Die besten werden mit Preisen des Elternbeirats prämiert.
Dazu gehört auch die rege und manchmal erfolgreiche Teilnahme am Landeswettbewerb Mathematik. Das Wirsberg-Gymnasium wurde 2004 mit dem 3. Preis für beste Schulen prämiert.
Einige Schüler nehmen auch die Möglichkeit eines Frühstudiums der Mathematik wahr.

### Schulball
Das Gymnasium veranstaltet seit 2006 jährlich im Frühjahr einen Schulball. Dieser wird vom Schulforum organisiert und findet in der Stadtmensa des Studentenwerkes Würzburg statt. An der Vorbereitung und an Aufgaben während der Veranstaltung, wie dem Verkauf von Getränken, dem Garderobendienst und Unterhaltungsbeiträgen sind viele Schüler beteiligt.

## Bekannte Schüler und Lehrer

### Lehrer
- Adam Staudinger (1696–1762), Jesuit, Philosoph und Kirchenrechtler
- Thomas Holtzclau (1716–1783), Theologe und Jesuit
- Nikolaus Zillich (1716–1758), Jesuit, Theologe und Philosoph
- Ignaz Neubauer (1726–1795), Theologe und Jesuitenpater
- Bonaventura Andres (1743–1822), Jesuitenpater und Schriftsteller
- Anton Joseph Roßhirt (1746–1795), Theologe
- Georg Michael Klein (1776–1820), Philologe, Philosoph und Hochschullehrer, Rektor des Gymnasiums
- Joseph Salomon (1793–1856), Mathematiker
- Georg Joseph Saffenreuter (1808–1869), Professor für Religion und Geschichte
- Karl Dyroff (1862–1938), Orientalist in München
- August Heisenberg (1869–1930), deutscher Byzantinist
- Wilhelm Widder (1879–1954), deutscher Mundartdichter
- Rudolf Däbritz (1880–1945), Klassischer Philologe, Oberstudiendirektor 1934–1945
- Joseph-Hans Kühn (1911–1994), Klassischer Philologe, unterrichtete um 1940 am Gymnasium
- Oskar Hörning (1913–2006), Domkapitular, päpstlicher Ehrenprälat[12]
- Otto Schönberger (* 1926), Altphilologe und Fachdidaktiker.
- Peter Bubmann (* 1962), evangelischer Theologe, Kirchenmusiker und Komponist
- Stefan Freund (* 1969), deutscher Altphilologe

### Schüler
- Georg Christoph Neller (1709–1783), katholischer Theologe, Kirchenrechtler und Hochschullehrer
- Georg Franz Wiesner (1731–1797), katholischer Theologe und Hochschullehrer in Würzburg
- Johann Philipp von Gregel (1750–1841), Geistlicher, Kirchenrechtler und Bibliothekar
- Placidus Muth (1753–1821), Benediktiner, Theologe und Hochschullehrer
- Adam Joseph Onymus (1754–1836), katholischer Geistlicher, Hochschullehrer und Generalvikar in Würzburg
- Georg Anton Markard (1755–1816), Chirurg, Geburtshelfer und Hochschullehrer am Juliusspital
- Franz Anton Jäger (1765–1835), Geistlicher und Heimatforscher
- Johann Michael von Seuffert (1765–1829), Jurist und Politiker
- Andreas Metz (1767–1839), Geistlicher und Hochschullehrer für Philosoph und Mathematik
- Carl Gottfried Scharold (1769–1847), Historiker und Verwaltungsjurist
- Johann Bartholomäus von Siebold (1774–1814), Chirurg, Professor für Anatomie, Chirurgie und Physiologie
- Georg Michael Klein (1776–1820), Philologe, Philosoph und Hochschullehrer
- Sebald Brendel (1780–1844), Jurist und Hochschullehrer
- Johann Baptist Hergenröther (1780–1835), Theologe und Geistlicher
- Joseph Salomon (1793–1856), Mathematiker und Hochschullehrer
- Philipp Franz von Siebold (1796–1866), Arzt, Naturforscher und Begründer der Japanologie
- Adam Friedreich (um 1799–1859), Mitglied des Vorparlaments und Oberappellationsgerichtsrat
- Georg Karl von Seuffert (1800–1870), Präsident des Handelsappellationsgericht in Nürnberg
- Joseph Heine (1803–1877), Mediziner und Politiker
- Georg Joseph Saffenreuter (1808–1869), katholischer Geistlicher, Theologe und Pädagoge
- Johann Joseph Roßbach (1813–1869), Jurist, Philosoph und bayerischer Landtagsabgeordneter
- Robert Ritter von Welz (1814–1878), Mediziner und Hochschullehrer
- Carl Gegenbaur (1826–1903), Anatom und Zoologe
- Leon Oppenheimer (1841–1912), Arzt, Hochschullehrer, königlich-bayerischer Hofrat
- Theodor Escherich (1857–1911), Kinderarzt und Bakteriologe
- Erich Lexer (1867–1937), Chirurg
- Hans Löffler (1872–1955), Verwaltungsjurist, Kommunalpolitiker und Oberbürgermeister von Würzburg
- Walter Hohmann (1880–1945), Bauingenieur, Stadtbaurat in Essen, Raumfahrtpionier
- Josef Friedrich Matthes (1886–1943), Journalist, Schriftsteller und rheinischer Separatist
- Hellmuth Mayer (1895–1980), Rechtswissenschaftler und Kriminologe
- Hans Dietrich (1898–1945), Lehrer und Politiker (NSDAP)
- Michel Hofmann (1903–1968), Direktor des Staatsarchivs Würzburg
- Linus Memmel (1914–2004), CSU-Politiker
- Karl Theodor Freiherr von und zu Guttenberg (1921–1972), Jurist, Politiker und Unternehmensberater
- Paul Bocklet (1928–2009), Prälat
- Odo Haas OSB (1931–2019),  Benediktinermönch und Abt von Waegwan in Südkorea
- Johann Böhm (* 1937), Präsident des Bayerischen Landtags
- Peter Hertel (* 1937), Journalist, Autor und Theologe
- Otto Zwierlein (* 1939), Klassischer Philologe
- Adolf Bauer (* 1945), Bürgermeister der Stadt Würzburg
- Arno Leicht (* 1950), Komponist und Gesangspädagoge an der Musikhochschule Nürnberg
- Claudia Stamm (* 1970), ehemalige Abgeordnete des Bayerischen Landtags
- Marcus Deufert (* 1970), Altphilologe
- Benjamin Heisenberg (* 1974), Regisseur, Autor und bildender Künstler
- Gunther Rost (* 1974), Organist
- Philipp Hacker (* 1985), Rechtswissenschaftler und Hochschullehrer

## Kurioses
Vom Pausenhof der Schule konnte bis 2013 jedes Jahr am 11. November während der zweiten Pause um 11:11 Uhr die Vorstellung des Prinzenpaars der
1. Karnevalsgesellschaft Elferrat Würzburg e. V. (KaGe) beobachtet werden. Die Zeremonie findet vor dem Hirtenturm statt, der sich an eine Ecke des Pausenhofs anschließt. Die KaGe hat in dem Turm viele Utensilien gelagert.

## Sonstiges
- Schulförderverein: Verein der Freunde des Wirsberg-Gymnasiums e. V.
- Schülerzeitung: Wir.
- Schulpartnerschaften:
  - Lyceum, Naoussa / Thessaloniki, Griechenland;
  - Lehman High School, Dimona, Israel;
  - Nikolaus-Lenau-Lyceum, Temeswar, Rumänien;
  - Dragonskolan, Umeå, Schweden